# Drosophila sikkimensis
Drosophila sikkimensis är en tvåvingeart som beskrevs av Gupta 1991. Drosophila sikkimensis ingår i släktet Drosophila och familjen daggflugor.
Artens utbredningsområde är Indien.